# František Ondřej z Orsini-Rosenbergu
František Ondřej hrabě z Orsini-Rosenbergu (německy Franz Andrä von Orsini-Rosenberg; 5. dubna 1653 Klagenfurt – 28. března 1698 tamtéž) byl korutanský šlechtic z rodu z Orsini-Rosenbergů. Od roku 1686 až do své smrti v roce 1698 zastával úřad korutanského zemského hejtmana a byl také korutanským dědičným zemským hofmistrem.

## Život

Znak Korutanského vévodství

Narodil se jako prostřední syn dlouholetého prezidenta dvorské komory Volfganga Ondřeje Rosenberga (1626–1695) a jeho první manželky Evy Reginy z Welzu. Po studiích a kavalírské cestě do zahraničí zahájil František Ondřej byl jmenován členem říšské dvorské rady (1678), byl také císařským komořím. V roce 1685 byl jako mimořádný vyslanec pověřen misí u několika církevních dvorů Svaté říše římské a v Norimberku, jeho úkolem bylo získat finanční podporu pro válku s Osmanskou říší. Spolu s otcem dosáhl v roce 1681 rozšíření rodového jména do podoby Orsini-Rosenberg a od té doby užíval  titul říšský hrabě z Orsini a Rosenbergu, baron z Lerchenau a Grafensteinu. V roce 1685 byl na návrh stavů jmenován korutanským zemským hejtmanem a do úřadu byl uveden v roce 1686. V roce 1693 se stal skutečným tajným radou.

## Rodina
František Ondřej z Orsini-Rosenbergu se v roce 1682 oženil s Amalií Theodorou, hraběnkou z Löwenstein-Wertheimu (1659–1736), dcerou Františka Karla z Löwenstein-Wertheimu. Oba manželé jsou pohřbeni v rodové hrobce v katedrále Nejsvětější Trojice v Klagenfurtu. Měli spolu sedm dětí, z nichž čtyři zemřely krátce po narození.  
- 1. Ernestina (1683–1728), ⚭ 1699 Zikmund Bedřich hrabě Khevenhüller (1666–1742), státní ministr, místodržitel v Dolním Rakousku, zemský hejtman v Korutanech
- 2. Isabella (1686)
- 3. Maria Anna (1687–1747), ⚭ 1702 Erdman Kryštof hrabě Pruskovský z Pruskova (1676–1753)
- 4. Karolína (1688)
- 5. Jan František (1690)
- 6. Tereza (1693)
- 7. Jan Karel (1695–1718), v jeho osobě vymřela prostřední linie Orsini-Rosenbergů.

Jeho starší bratr Josef Paris (1651–1685) sloužil v armádě a jako podplukovník byl velitelem v Klagenfurtu. Jejich mladší nevlastní bratr Filip Josef (1691–1765) vynikl jako diplomat. 